# Syllepte bitjecola
Syllepte bitjecola is een vlinder van de familie van de grasmotten (Crambidae). De wetenschappelijke naam van deze soort is voor het eerst voorgesteld door Embrik Strand in een publicatie uit 1920.
De soort komt voor in Kameroen.